# 자유주의

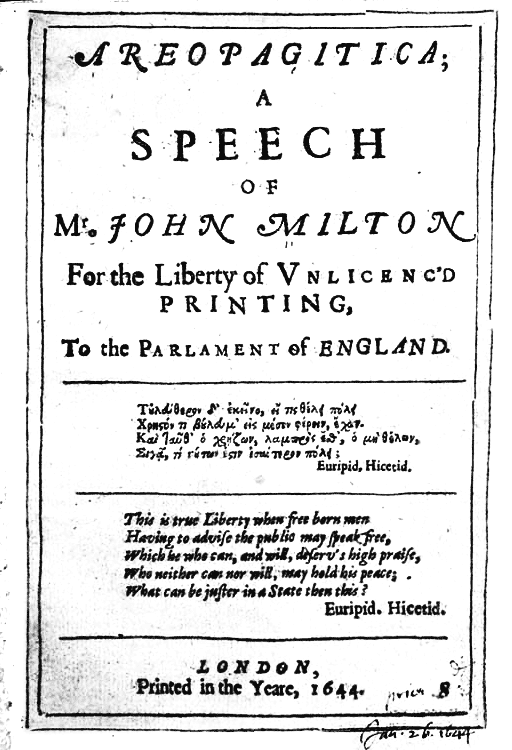
1644년 존 밀턴의 《Areopagitica》는 언론의 자유의 중요성을 주장했다.

자유주의(自由主義, 영어: Liberalism)는 보수주의의 반대말로서 규범에 얽매이기 보다는 개인의 사회적 활동의 자유를 더 추구하는 정치적 사상이다. 자유를 최상의 정치·사회적 가치로 삼는 사회철학적 이념이다.
자유주의는 서구의 계몽주의 시대에 기원을 두고 있지만, 용어는 시대와 지역, 맥락에 따라 다른 의미로 사용될 수 있다. 교회와 왕권이 독점력을 갖고 있던 입법 권력을 시민의 대표자로 구성된 의회에 귀속시키는 운동을 통해 처음 발현되었다. 역사적으로 자유주의는 자유를 보장하는 수단으로서 의회·행정부의 권력 분립을 점진적으로 도입·발전시키면서 민주주의를 채택했고, 권력 분립을 통한 자유의 지속적 신장을 목표로 하는 운동에 영향을 주었다.
다만 미국 정치에 있어서 자유주의(Liberalism)이라는 용어는 사회자유주의 및 이와 연관된 사상만을 특칭하는 용어로 쓰이는 경우가 많으며, 이 경우 고전적 자유주의는 자유지상주의(Libertarianism)라는 표현으로 구분하기도 한다.

## 어원
자유주의에서의 Liberal, Liberty은 라틴어 Liber에서 유래했다. 참고로 1868년 워싱턴에서 체결된 중미조약 부록에서 처음으로 한자어 自由로의 번역이 이루어진다. 한편, 自由라는 한자어의 연원은 정확히 추정할 수 없으나, 통일신라 유학파 대학자인 최치원의 시(詩) 바다 갈매기에서 "出沒自由塵外境(자유로이 세상 밖을 드나들고)"라는 문장이 등장하는 걸 보면 고대 중국에서부터 쓰이지 않았을까 추측된다

## 특징
자유주의는 개인의 권리를 강조한다. 모든 사람은 존엄하고 평등하다는 인권, 성문법에 의하지 않고는 자유를 제한받지 않을 법의 지배, 견제와 균형이라는 권력분립을 통한 권력통제, 자유로운 경제활동이 보장되는 시장경제 등을 특징으로 한다. 오늘날 자유주의자는 자유롭고 공정한 선거, 법에 의한 모든 시민들의 동등한 권리와 기회가 보장되는 민주주의를 지지하며 오늘날 민주주의가 도입된 상당한 나라에서 자유주의를 표방하고 있다.
과거의 정부이론에서 핵심이었던 왕권신수설, 세습적 지위, 국교화 된 종교 등의 가정을 부정한다. 기본적 인권을 주창하며 이는 인간의 생명과 자유, 재산에 대한 권리를 포함한다. 자유롭고 평등한 개인들을 기초로 개인의 기본적 인권을 지키려고 사회와 각종 제도들이 필요하다고 말한다.
고전적 자유주의 입장에 따르면 시장에서의 독과점 상태를 두고 시장에서 해소될 수 있는 것으로 인지하며 완전히 평등하고 자유롭게 경쟁할 수 있는 경제체제를 목표로 한다. 이러한 경제체제 안에서 추가적인 정부의 간섭을 부정하고 기업가의 자유로운 경제활동과 개인의 재산권을 강조하며 경제를 자유로운 시장질서에 맡겨야 한다고 주장한다. 반면 사회적 자유주의 입장에 따르면 적극적 우대 조치, 공공서비스, 대중교육, 고율의 누진세제 등으로 정부가 시장에 상당한 개입을 해야 한다고 말하고 정부가 실업자에게는 실업수당을, 무주거자들에게는 주택을, 아픈 사람들에게는 의료적 혜택을 주는 방식 등으로 충분한 복지를 제공하여야 한다고 주장한다. 이 주장은 북유럽 복지국가의 탄생에 큰 역할을 하였다. 한편 정부실패와 복지국가가 갖는 큰 정부로서의 비효율성을 비판하는 신자유주의 입장에 따르면 고전적 자유주의 입장과는 달리 정부의 규제를 최소화하고 시장에 더 큰 역할을 맡길 것을 주장한다.
자유주의라는 용어는 자유민주주의라는 맥락 속에서 더 널리 사용되는데, 이 단어의 의미상 정부의 권한은 일부 제한되고 시민의 권리는 법적으로 분명히 규정하는 민주주의를 가리킨다. 이것은 거의 대부분 서구의 민주주의에 적용되고 있고, 그렇기 때문에 자유주의 정당에만 관계를 맺고 있는 개념이라고 할 수 없다. 이것은 거의 대부분 서구의 민주주의에 적용되고 있고, 그렇기 때문에 자유주의 정당으로부터 폭넓게 확산되어 가는 개념이다

## 자유주의의 구분
자유주의 영역에서 다양한 양상으로 발전해왔으며, 자유주의들마다 초점을 맞추는 영역에 차이가 있어 왔다.

### 포괄적 자유주의의 구분
- 정치적 자유주의는 개인이 사회의 기초가 된다는 사상으로 사회제도는 개인들을 위하여 존재해야 한다고 규정된다. 1215년 마그나 카르타는 국왕의 권리보다도 개인의 자유가 우선한다고 선언한 문서로, 정치적 자유주의가 발현된 대표적 사례이다. 정치적 자유주의는 시민들이 직접 만들고 동의한 법을 바탕으로 한 사회계약을 강조한다. 이는 개인들에게 최선이 무엇인지를 가장 잘 아는 자는 바로 개인 그 자신이라는 믿음에 기초하고 있다. 정치적 자유주의는 성별, 인종, 경제적 지위와 무관하게 모든 시민에게 참정권을 주어야 한다는 내용을 담고 있다. 그리고 법의 지배와 자유민주주의를 강조한다. 오늘날 자유민주주의 국가인 대한민국은 사상과 언론의 자유를 적극 지지, 옹호하는 입장이다.

- 문화적 자유주의는 자신의 양심과 생활방식에 따라 살아가는 개인의 권리라는 측면에 초점을 맞춘다. 성적인 자유, 종교의 자유, 사상의 자유, 정부로부터 사생활을 침해받지 않을 자유 등이 그 예이다. 문화적 자유주의는 일반적으로 문학, 예술, 학문, 도박, 성, 성매매, 동성애, 낙태, 피임, 술, 마약, 안락사, 담배 등에 대한 정부의 규제를 반대한다. 존 스튜어트 밀은 《자유론》에서 다음과 같이 자유를 규정하고 있다. "인간 사회에서 누구든 - 개인이든 집단이든 - 다른 사람의 행동의 자유를 침해할 수 있는 경우는 오직 한 가지, 자기 보호를 위해 필요할 때뿐이다. 다른 사람에게 해를 끼치는 것을 막기 위한 목적이라면, 당사자의 의지에 반해 권력이 사용되는 것도 정당하다고 할 수 있다. 이 유일한 경우를 제외하고는, 문명사회에서 구성원의 자유를 침해하는 그 어떤 권력의 행사도 정당화될 수 없다." 이원복 교수는 먼나라 이웃나라 네덜란드 이야기에서 네덜란드를 문화적 자유주의의 예로 들었다.

- 경제적 자유주의는 개인이 갖는 재산권과 계약의 자유를 강조한다. 무역의 장벽을 철폐하고 정부의 보조금 지원과 독점사업이 인정되지 않는 자유방임 자본주의를 지지한다. 경제적 자유주의자들은 시장에 대한 정부의 규제에 기본적으로 반대한다. 이들은 독점과 카르텔의 형성 원인은 정부활동에 있다고 주장한다. 경제적 자유주의는 자유경쟁의 결과로 인한 결과의 불평등을 인정한다. 오늘날 세계화 논쟁의 한가운데에 있는 신자유주의는 경제적 자유주의의 한 형태로 분류할 수 있다. 대한민국의 경우, 미래통합당 등 보수 정당에서 나타난다.

- 사회적 자유주의는 19세기 말에 생겨난 사상으로 존 스튜어트 밀의 공리주의의 영향을 받았다. 이들은 사회주의의 일부 성과를 수용하여 정부가 사회적 문제 해결을 위한 권한을 사용하여야 한다고 말한다. 존 듀이나 모티머 아들러 등의 설명에 의하면, 개인은 사회의 근본이므로 모든 개인은 교육, 경제적 기회, 거시적 위험으로부터의 보호와 같은 기본적인 인프라를 제공받아야 한다고 한다. 이러한 보장을 개인의 권리로 파악하는 것으로, 고전적 자유주의의 소극적 자유와 구별하여 적극적 자유로 파악한다. 학교, 도서관, 박물관, 미술관 등은 정부의 세금에 의하여 지원되어야 한다고 본다. 이러한 자유주의자들은 최저임금제, 반독점법 등과 같이, 시장에서의 경쟁 완화를 조금 인정한다. 또한 정부가 기본적인 복지를 시민들에게 보장하는 복지국가를 주창한다.[4]대한민국의 경우, 더불어민주당 등 민주당계 정당에서 나타난다.

- 신학적 자유주의 :(→자유주의 신학)

## 세계의 자유주의

### 대한민국
분단과 한국 전쟁이라는 특수성 때문에 대한민국에서의 자유주의는 보통 반공주의와 국가주의가 결합된 유사한 형태로 인식되기도 한다. 특히 대한민국의 보수정당이 자주 표방하는 자유민주주의는 서구적 맥락에서의 진정한 자유주의가 아닌 권위주의와 반공주의를 결합한 대중주의,보수주의 적으로 이용된 측면이 있었다. 대한민국의 민주당계 정당의 자유주의는 사회 전 분야에 걸쳐 나타나지만 대한민국의 보수정당의 자유주의는 경제적 영역에 한정된 경제적 자유주의로 주로 나타난다.
하지만 민주화 이후, 국내 민주화 및 전 지구적 세계화 등의 분위기 속에서 서구적 자유주의와 유사한(또는 동일한) 맥락의 자유주의를 주장하는 이들이 자생하기 시작하였다. 이와 같은 분위기는 대한민국 주요 정치세력에도 일정부분 영향을 주었다.
대한민국에서 공산주의에 반대하며 경제적 자유주의를 말하는 시장자유주의파와 정치적 자유주의를 말하는 사회자유주의파 간에 갈등이 존재한다.
대한민국의 현존하는 대표적인 사회자유주의 정당으론 더불어민주당, 열린민주당, 시대전환 등이 있고, 시장자유주의 정당으론 국민의당과 합당한 국민의힘 등이 있다.

## 자유주의의 정치적 입장
자유주의는 범-중도주의 이념으로 분류되나 미국,일본,대한민국 등의 영미권이나 아시아 지역의 자유주의는 중도좌파에 독일 프랑스등 서유럽지역의 자유주의는 중도우파에 가까운 이념으로 평가받는다.
자유주의가 범좌익 이념으로 평가되는 사례는 대부분 진보주의 또는 좌익 이념이 오랜 기간 동안 불법인 나라들이나 베네수엘라 같이 오랜 기간 동안 좌익 독재를 격은 나라들에서 주로 나타난다. 대한민국 또한 오랜 기간 동안 좌익/진보 이념이 불법이였기 때문에 "liberal"로 언급되는 더불어민주당, 정의당등의 정당들이 범좌익 또는 진보로 평가받는다.
반면에 유럽의 경우에는 오랜 기간 동안 사회민주주의, 민주사회주의 성향의 정당들이 집권하여 정치 체제가 진보적인 상황이기 때문에 자유주의 자체가 우익이나 보수주의와 동의어로 사용되기도 한다. 대표적으로 스웨덴의 온건당은 스웨덴에서 "liberal"즉 자유주의로 평가받으나 중도우파 성향으로 독일의 보수 정당인 독일 기독교민주연합 출신 정치인인 메르켈 또한 리버럴로 묘사되나 범보수 진영으로 간주된다.

## 같이 보기
- 자유
- 민주주의
- 자유시장경제
- 자유지상주의
- 자유주의 (교육사상)
- 사회자유주의
- 경제적 자유주의